# 久本雅美
久本 雅美（ひさもと まさみ、1958年〈昭和33年〉7月9日 - ）は、日本のお笑いタレント、女優、コメディエンヌ、テレビ司会者。愛称は「マチャミ」「ヒサモト」。
大阪府大阪市旧東住吉区（現：平野区）加美出身。WAHAHA本舗所属。3人兄弟の長女で、1歳下の弟、6歳下の妹（久本朋子）がいる。

## 経歴

### 生い立ち
1958年7月9日、運送業を営む父と保育士の母の長女として大阪府大阪市旧東住吉区（現：平野区）加美に生まれる。父は町内会長や地元の催し物の司会を買って出る人気者だった。にぎやかな家庭で育ったこともあり、大阪市立加美小学校では自作のコントを友達や先生の前で演じて笑わせていた。
大阪市立加美中学校を経て大阪府立勝山高等学校に進む。初めて聴いたラジオの深夜放送に衝撃を受け、将来はラジオDJになりたいと考えるようになる。親からは大学へ進学するよう言われ、当初は気乗りしなかったものの、見学に行った金蘭短期大学のキャンパスに魅了されて進学を決意した。
短大2年次にアナウンサー養成所・生田教室で知り合った女友達と繁華街を歩いていたところ、吉本興業主催の素人演芸大会のポスターに目が留まる。優勝賞品のシンガポール旅行に釣られて女友達と漫才コンビを組んで出場し、優勝を果たした。

### 上京と芸能界入り
短大卒業後、女友達に誘われて東京へ遊びに行き、劇団東京ヴォードヴィルショーの公演を観劇する。大阪では見たことのないスマートな笑いに感動し、「この舞台に立ちたい」と考えたことから上京を決心した。
ただし当座の資金がなかったため、しばらくは大阪でアルバイトをしながら、劇団東京ヴォードヴィルショーに入団希望の電話をかけては断わられる日々を送った。両親に上京の意思を伝えると猛反対され、芝居がやりたいなら目の届く関西地方でするよう告げられる。しかし夢をあきらめられず、両親に「もう東京の劇団に合格したから」と嘘をつき、弟が運転する車に乗って半ば強引に上京した。
上京後は練馬区の風呂なしアパートに女友達と同居し、佐藤B作によるオーディションを通過して劇団東京ヴォードヴィルショーに入団した。しかし舞台への出演時間は1回につき数分程度にすぎず、演劇志向を強める劇団の方向性にも疑問を抱くようになる。

### WAHAHA本舗設立
1984年6月、「とにかく笑いの芝居をやりたい」と志し、劇団東京ヴォードヴィルショーの劇団員だった柴田理恵や佐藤正宏、同劇団の公演を通じて知り合った演出家の喰始らとともにWAHAHA本舗を旗揚げする。事務所スタッフを雇う経済的余裕はなかったため、他の劇団員と交代で事務所の電話番を勤めたり、他の劇団員のマネージャーを務めたりもした。
役者として突き抜けられない時期がしばらく続いたが、女子高生に悪魔が憑依するという設定のスケッチ「オカルト二人羽織」を吹越満とともに演じ、自らのキャラクターを確立するに至る。下ネタも辞さない過激なお笑いの形を追求し、型にはまらないパフォーマンスがやがて評判を呼ぶようになった。柴田理恵らと演じたスケッチ「女囚漫才」でも世間の関心を集め、女性のお笑い芸人が少なかった時代にあって頭角を現していく。

### 好感度タレントへ
1985年に『今夜は最高!』（日本テレビ）に出演したことをきっかけに、舞台のみならず、バラエティ番組、テレビドラマ、CMにも進出する。トークの達者なタレントとして注目され始め、1987年2月には全国ネットワークの深夜ラジオ番組『久本雅美のオールナイトニッポン』（ニッポン放送）のパーソナリティに就任した。
1993年4月6日から2010年10月1日まで『森田一義アワー 笑っていいとも!』（フジテレビ）にレギュラー出演し、女性では歴代最長となる17年半にわたってレギュラーを務める。複数のコーナーで進行役を受け持ち、2001年に放送された『笑っていいとも!秋の祭典スペシャル』では森田一義（タモリ）とともに総合司会を担当した。なお、2014年3月31日放送の最終回『グランドフィナーレ 感謝の超特大号』には出演していない。
『GAHAHAキング 爆笑王決定戦』（テレビ朝日）の司会に抜擢されたことを機にMCの仕事が増え始め、1996年4月6日に開始した『メレンゲの気持ち』（日本テレビ）では初回から総合司会に起用される。当時は深夜番組のタレントというイメージが強かったため、土曜の昼の番組への起用は意外感を持って迎えられたが、番組は25年間にわたって高視聴率を維持する長寿番組となった。
NHK放送文化研究所が2003年まで実施した『好きなタレント調査』アンケート調査において、2001年度から2003年度まで女性部門1位を記録し、同部門では山田邦子以来2人目となる連続首位記録保持者となった。また、オリコンが発表した『NHK紅白歌合戦』の司会希望調査（一般アンケート）においては、2007年度版で女性部門3位、2008年度版で女性部門4位にランクインした。
2012年2月18日、『落語家Xの快楽スペシャル 久本雅美×古今亭菊之丞』（WOWOW）の企画として落語家の古今亭菊之丞から指導を受け、日経ホールで上方落語『たちきり』を口演する。

### 演劇分野での奮闘
2014年7月の新橋演舞場『劇団創立六十五周年記念 爆笑七夕公演』を皮切りに松竹新喜劇の公演に定期的に客演するようになり、演目によっては女性初の役どころにも挑んでいる。2023年1月の南座『初笑い! 新春お年玉公演』では客演でありながら演目の主演を務め、続く2024年1月の南座『初笑い! 新春お年玉公演』でもわかぎゑふによるセルフリメイク作品『蕾』で主演を務めた。
2015年からは演芸コンクールの審査員も任されるようになり、『NHK新人お笑い大賞』『R-1ぐらんぷり』『女芸人No.1決定戦 THE W』の決勝戦で審査員を務めている。2018年に女子SPA!が実施した『M-1グランプリ』の審査員希望調査（一般アンケート）では10位にランクインした。
2018年7月28日、畑泰介監督の映画『イマジネーションゲーム』で板野友美とともに映画初主演を飾る。第21回上海国際映画祭の特別イベントとして上海市で開催された「2018上海・日本映画週間」のワールドプレミアではレッドカーペットを歩き、自身初となる国際映画祭への出席を果たした。

## 人物

### 芸風
- 活動初期は下ネタ満載のトークを駆使し、「面白い女がいる」と業界内で話題になった。ラジオ番組『久本雅美のオールナイトニッポン』（ニッポン放送）でも下世話な芸風を発揮し、CMスポンサーの「フェリシモ」を「フェラチオ」と読み上げて同社がスポンサーから降りたこともある[30]。久本出演のラジオ番組『ABCラジオシティ』（朝日放送）にゲスト出演した大沢誉志幸は久本から傍若無人な話題を振られて激怒し、生放送中に退席した[31]。このように、活動初期はかなり破壊的な芸風だったといえる。
- 主なギャグに、両手を乳首に充ててそのまま前方に引っ張る「よろチクビ」[注釈 6]、下腹部を強く叩いて存在感を表す「ポンッ」などがある。

### 年齢
- 芸能界入りしてから長らく、「1960年生まれ」と称していた。しかし、2007年5月に写真週刊誌『FLASH』で10歳年下の会社員との交際が報道されると同時に、年齢を2歳サバ読みしていたことが発覚する[33][34]。年齢詐称の理由に関しては、「劇団に入るには22歳より20歳がいいだろうと思った」と釈明した[35]。

### 私生活
- 1984年9月28日に創価学会に入会し、のちに女子部区主任部長や副芸術部長[36]、芸術部女性部長に着任した[37]。創価学会の広報ビデオに出演するほか、創価学会が支持する公明党公認候補への選挙応援演説を度々行っている[38][39]。
- 福山雅治の熱狂的なファンである。あらゆるメディアで「理想の男性」として福山の名を挙げ、2001年4月13日放送の『タモリ倶楽部』（テレビ朝日）では「マチャミの私の結婚相手を探して」と題して福山の魅力について語った[40]。
- 中学・高校時代は卓球部に所属し、日々練習に打ち込んでいた。高校卒業後は卓球から遠ざかっていたが[41]、2009年10月10日放送の『メレンゲの気持ち』（日本テレビ）の試合企画では平野美宇を相手に好勝負を繰り広げ[42]、60代になってからは健康維持のため卓球場でプライベートレッスンを受けるようになった[43]。
- NHKの『連続テレビ小説』（朝ドラ）を録画し、週末の深夜に飲酒しながらまとめて視聴することを趣味とする。2013年度前期の『あまちゃん』に木野花、古田新太、渡辺えりといった親交のある人物が出演していたことがきっかけで視聴を始め、同年度後期に放送された『ごちそうさん』も気に入ったことから朝ドラ自体のファンとなった[44]。2020年度前期の『エール』をめぐっては岡部大の演技を高く評価している[45]。

## 出演

### 現在の出演番組
レギュラー番組
- 秘密のケンミンSHOW → 秘密のケンミンSHOW極（2007年10月 - 、読売テレビ制作・日本テレビ）
- ヒルナンデス!（2011年3月 - 、日本テレビ） - 金曜レギュラー[注釈 7]
- シンデレラ通販（2022年11月 - 、BSフジ）

特別番組
- 欽ちゃん&香取慎吾の全日本仮装大賞（1994年 - 、日本テレビ） - 審査員
- 世界の絶景100選（2004年 - 、フジテレビ） - 司会
- 笑点!お正月だよ!大喜利祭り（2014年 - 、日本テレビ） - 振袖大喜利メンバー
- NHK新人お笑い大賞（2015年 - 2020年・2022年、NHK総合） - 審査員

不定期出演
- 今夜はナゾトレ（2016年11月 - 、フジテレビ）

### 過去の出演番組
- 今夜は最高!（1985年 - 1989年、日本テレビ） - 柴田理恵、渡辺信子らとともにレギュラー出演。
- オレたちひょうきん族（1985年、フジテレビ） - 「ひょうきんスター誕生!!」コーナーで柴田理恵と即興コンビ「ピンクのスリッパ」を組んで出場。
- 鶴ちゃんのプッツン5（日本テレビ）
- 志村けんのだいじょうぶだぁ（1987年 - 1993年、フジテレビ） - 不定期ゲスト
- 探偵!ナイトスクープ（1988年、朝日放送） - 臨時探偵。2016年3月11日放送分[46]や2018年3月23日放送分[47]には顧問として出演。
- ラジオDEごめん（1988年10月 - 1990年3月、中京テレビ） - 火曜レギュラー
- ヴィヴィアン（中京テレビ）
- 旅はWITH遊（1989年4月 - 1990年3月、フジテレビ）
- パラダイスGoGo!!（1989年4月 - 1990年3月、フジテレビ）
- クイズ! 加トちゃんの1! 2! 3!（1989年5月 - 1990年1月、フジテレビ） - レギュラーパネラー
- ライオンのいただきます（フジテレビ） - 主に末期に出演。
- カッ飛び!花マル塾（1990年3月 - 7月、テレビ朝日）
- 週刊スタミナ天国（1990年4月 - 1996年9月、フジテレビ）
- クイズおもしろTV（1990年8月 - 9月、テレビ朝日）
- 世界の超豪華・珍品料理（1990年頃 - 1996年頃、フジテレビ） - 不定期食リポーター
- 吉村明宏のクイズランチ（1991年9月 - 1992年10月、TBS）
- クイズ どんなMONだい?!（1992年4月 - 1994年3月、日本テレビ）
- 上岡龍太郎がズバリ!（1992年 - 1996年、TBS）
- 森田一義アワー 笑っていいとも!（1993年4月 - 2010年10月、フジテレビ） - 曜日レギュラー
  - 笑っていいとも!増刊号（1993年4月 - 2010年10月、フジテレビ）
  - 笑っていいとも!特大号（1993年 - 2009年、フジテレビ）
  - 笑っていいとも!秋の祭典スペシャル（2001年・2008年、フジテレビ） - 2001年秋の大会では総合司会を担当。
- なるほど!ザ・ワールド（フジテレビ） - レギュラー解答者
- GAHAHAキング 爆笑王決定戦（1993年10月 - 1994年4月、テレビ朝日） - 司会
  - GAHAHA王国（1994年4月 - 1995年9月、テレビ朝日） - 司会
- 王道バラエティ つかみはOK!（1993年10月 - 1994年3月、TBS）
- マジカル頭脳パワー!!（1994年1月8日 - 1999年9月16日、日本テレビ） - 不定期ゲスト[注釈 8]
- クイズ世界はSHOW by ショーバイ!!（1994年9月 - 1995年1月、日本テレビ） - レギュラー解答者
  - 新装開店!SHOW by ショーバイ!!（1995年1月 - 9月、日本テレビ） - 司会
  - 新装開店!SHOW by ショーバイ2（1995年10月 - 1996年9月、日本テレビ） - 司会
- スーパークイズスペシャル（1994年 - 1999年、日本テレビ） - 司会
- NEO NEWSY NITE（1994年10月 - 1995年3月、日本テレビ） - 司会
- 新春欲望クイズ 女は度胸男はIQ（1995年1月5日、フジテレビ） - 司会
- 24時間テレビ 「愛は地球を救う」（1995年・2006年・2008年、日本テレビ） - パーソナリティー
- 志村けんのオレがナニしたのヨ?（1995年10月 - 1996年3月、フジテレビ） - レギュラー
- ウッチャンナンチャンの炎のチャレンジャー これができたら100万円!!（1995年 - 2000年、テレビ朝日）
- メレンゲの気持ち（1996年4月 - 2021年3月、日本テレビ） - 総合司会
- メガヒットライブ（1996年 - 1998年、TBS） - アシスタント
- 超次元タイムボンバー（1996年10月 - 1997年9月、テレビ朝日） - パネラー
- ジャングルTV 〜タモリの法則〜（1996年 - 2002年、毎日放送制作・TBS） - 不定期ゲスト
- 加トちゃんマチャミのお台場CHA・CHA!!（1997年4月 - 9月、フジテレビ） - MC
- ザッツお台場エンターテイメント! 第7夜・特番の38年（1997年4月6日、フジテレビ） - 司会
- すっぴんDNA（1997年10月 - 1998年9月、日本テレビ） - 隔週レギュラー
- 高田・久本・ビビアン 最強の料理人を探せ!!（1998年? - 2002年、中京テレビ制作・日本テレビ） - MC
  - 高田・久本・ユンソナ 最強の料理人を探せ!!（2004年、中京テレビ制作・日本テレビ） - MC
- マチャミの全部いただきっ!!（1998年4月 - 1999年9月、中京テレビ制作・日本テレビ） - 司会
- あなたのフツーは大丈夫!?激突ハッピーチェック（1998年10月 - 1999年3月、テレビ朝日） - 司会
- ドキドキ世界大冒険（1999年4月 - 9月、テレビ朝日） - 司会
- ビッグ・ウェンズデイ（1999年10月 - 2000年2月、毎日放送制作・TBS） - MC
- あいのり（1999年10月 - 2009年3月、フジテレビ）
- 史上最強のメガヒットカラオケBEST100 完璧に歌って1000万円（1999年 - 2010年、テレビ朝日） - 司会
- ガチンコ視聴率バトル（2000年 - 2006年、テレビ朝日） - MC
- ほんパラ!関口堂書店（2000年4月 - 2001年9月、テレビ朝日）
  - ほんパラ!痛快ゼミナール（2001年10月 - 2002年3月、テレビ朝日）
- いきなり!黄金伝説。（2000年4月 - 2008年、テレビ朝日）
- アッコ・マチャミのテレビ（2000年10月 - 2001年3月、福岡放送制作・日本テレビ） - MC
  - アッコとマチャミの新型テレビ（2001年4月 - 2005年3月、福岡放送制作・日本テレビ） - MC
- SAMBA・TV（2000年12月30日、TBS） - 『クイズダービー復刻版』2枠解答者
- 最強運芸能人決定戦。（2001年 - 2007年、フジテレビ） - 司会
- しのぶ&まさみSHOW 未亡人下宿（2002年 - 2005年、フジテレビ）
  - 上海ルーキーSHOW（2005年4月 - 9月、フジテレビ）
  - しのぶ・まさみSHOW'05 恋してラララ（2005年、フジテレビ）
- 拓郎マチャミのみんな歌えるスーパーヒット（2002年 - 2003年、フジテレビ） - 司会
- ぴったんこカン・カン（2003年4月 - 2021年9月、TBS）
- 世界ゴリッパですね!!（2003年4月 - 8月、フジテレビ） - 司会
- 恋するハニカミ!（2003年10月 - 2009年3月、TBS） - MC
- 有名人が通うマチャミ食堂（2003年 - 2004年、日本テレビ） - 司会（女将）
- 世界一受けたい授業（日本テレビ）
- 新春かくし芸大会（2005年 - 2006年、フジテレビ） - 西軍キャプテン
- マルバレ!（2005年4月 - 2006年3月、読売テレビ制作・日本テレビ） - MC
- マチャミナイト ガチンコ視聴率バトル 私がPだ!（2005年10月 - 2006年9月、テレビ朝日）
- タモリのジャポニカロゴス（2005年10月 - 2008年9月、フジテレビ） - 不定期ゲスト
- 嗚呼!花の料理人（2006年4月 - 2008年9月、読売テレビ制作・日本テレビ）
- 快感MAP（2006年10月 - 2008年3月、テレビ朝日） - 編集長
- マチャミの名曲100選 心に残るこの一曲「あの時聴いた、歌ったのはこんな歌」（2007年2月7日 - 21日、日本テレビ） - 司会
- 独占!女だらけの60分 レディGO!（2007年4月 - 10月、テレビ朝日） - 司会
- 大胆MAP（2007年4月 - 2009年2月、テレビ朝日） - MC
- 世界ウルルン滞在記"ルネサンス"（2007年9月 - 2008年3月、毎日放送制作・TBS） - 司会
- 恋歌〜ラブソングス 紀香とマチャミが贈る愛と別れの名曲ベスト（2008年8月 - 9月、日本テレビ） - 司会
- エチカの鏡〜ココロにキクTV〜（2008年10月 - 2010年9月、フジテレビ） - 不定期ゲスト
- 笑いの祭典 ゴールドステージ!!（2008年11月6日、日本テレビ） - MC
- 魔女たちの22時（2009年4月 - 2011年3月、日本テレビ） - MC
- ネプリーグ (2009年9月7日、フジテレビ)
- 料理の怪人（2010年10月 - 2011年2月、テレビ東京） - 司会
- マチャミ&なるみのいただき!ナハ〜レ（2011年1月 - 10月、読売テレビ）
  - マチャミ&なるみのぶっちゃけナハーレ!（2011年10月 - 2012年9月、読売テレビ）
- キレイの台所（2011年4月 - 9月、テレビ大阪制作・テレビ東京）
- 爆笑!ものまねウォーズ（2011年 - 2012年、TBS） - 総合司会
- 世界若返りツアー（2012年 - 2014年、福岡放送制作・日本テレビ） - MC
- 駆け込みドクター!運命を変える健康診断（2013年6月 - 2016年3月、TBS） - 司会
- これぞ久本雅美 たまらん逸品（2015年11月 - 2022年11月、日本テレビ） - 司会
- 趣味どきっ!「パソコンで年賀状&SNS」（2015年12月 - 2016年1月、全8回、NHK Eテレ）
- サタデープラス（2015年12月 - 2023年9月、MBS制作・TBS） - 不定期ゲスト
- 宝探しアドベンチャー 謎解きバトルTORE!（2016年4月11日、日本テレビ） - 魔宮の番人久本ファチャ美 役
- 痛快TV スカッとジャパン（2016年12月 - 2021年11月、フジテレビ）
- 男の本性あぶり出しバラエティ 妄想ふくらむフグ女たち（2017年 - 2019年、読売テレビ） - MC
- 名医のTHE太鼓判!（2018年5月 - 2019年6月、TBS） - 不定期ゲスト
- 潜在能力テスト（2018年5月 - 2022年8月、フジテレビ）
- R-1ぐらんぷり（2018年 - 2020年、関西テレビ制作・フジテレビ） - 審査員
- 女芸人No.1決定戦 THE W（2019年 - 2021年、日本テレビ） - 審査員
- ガイロク（街録）（2020年9月 - 2021年3月、NHK BSプレミアム・NHK BS4K）
- ヒューマングルメンタリー オモウマい店（2021年4月 - 2022年10月、中京テレビ制作・日本テレビ）[注釈 9]
- 旅する水曜日 久本雅美のぶっちゃけ酒場〜都内でふるさと味探訪〜（2022年4月20日 - 27日、BS日テレ）
- もったいない通販（2023年1月 - 3月、テレビ朝日）

### テレビドラマ
- 月曜ドラマランド（フジテレビ）
  - 悪魔くん（1986年9月15日）
  - 小公女セーコ（1986年10月20日）
- おもいっきり探偵団 覇悪怒組 第44話（1987年11月15日、フジテレビ） - 狸ばばあ 役
- 木曜ゴールデンドラマ（読売テレビ制作・日本テレビ）
  - 手枕さげて（1987年6月4日）
  - おれは裸だ（1988年10月6日）
- 美少女学園（1987年11月 - 1988年4月、テレビ朝日）
- 銀河テレビ小説 総務部総務課山口六平太（1988年7月 - 8月、NHK総合） - 小山真弓 役
- フーコと佑二は恋上手（1991年4月 - 9月、関西テレビ制作・フジテレビ）
- 火曜ミステリー劇場 子連れキャリアウーマンの変身大作戦（1991年6月11日、朝日放送制作・テレビ朝日）
- 土曜ワイド劇場 熱海芸者連続殺人事件! 未亡人探偵（1992年5月16日、朝日放送制作・テレビ朝日）
- ホテルドクター（1993年1月 - 3月、テレビ朝日） - 大谷トシ子 役
- 課長サンの厄年（1993年7月 - 10月、TBS） - 本宮喜久代 役
- カミさんの悪口（1993年・1995年、TBS） - 山田雅子 役
- もしも願いが叶うなら（1994年1月 - 3月、TBS） - 片桐朝子 役
- 君に伝えたい 第12回「溺れてみたい」（1994年6月19日、毎日放送制作・TBS）
- 男嫌い（1994年7月 - 9月、TBS） - 福田冬子 役
- 好きやねん父ちゃん!（1994年10月2日、TBS）
- 迎春ドラマスペシャル 料理人豪太が行く〜京おせちは恋の味（1995年1月1日、関西テレビ制作・フジテレビ）
- うちの母ですが…（1995年4月 - 6月、テレビ朝日） - 主演・花咲聖美 役
- 好きやねん（1995年7月 - 9月、読売テレビ制作・日本テレビ） - 三廻こかげ 役
- 女囚〜塀の中の女たち2（1995年10月5日、TBS）
- 月曜ドラマスペシャル（TBS）
  - 命ある限り（1995年12月18日）
  - 女のサスペンス 盗む女（1997年6月16日） - 主演・飯田聡子 役
  - 新宿ホスト殺人事件（1998年11月2日） - 主演・金子美佐江 役（浅田美代子とW主演）
  - 埋葬された愛（1998年11月9日）
  - 女借金取りがゆく!!（2000年2月7日） - 主演・金子美佐江 役（浅田美代子とW主演）
- 協奏曲（1996年10月 - 12月、TBS） - 大木マサ 役
- 金曜エンタテイメント（フジテレビ）
  - お局探偵亜木子&みどりの旅情事件帳シリーズ（1997年 - 2003年） - 主演・林みどり 役（斉藤慶子とW主演）
  - 殺人美容室（1998年4月24日） - 主演・本城さつき 役（井森美幸とW主演）
  - ツインズな探偵シリーズ（1999年 - 2003年） - 主演・高千穂春菜 役（浅野ゆう子とW主演）
  - 女ざかり!!区役所の名探偵シリーズ（2000年 - 2002年） - 主演・双葉里恵 役（うつみ宮土理・柴田理恵とトリプル主演）
  - 美容エステ探偵シリーズ（2000年 - 2001年） - 主演・高野真由美 役（さとう珠緒とW主演）
  - 女マネージャー金子かおる 哀しみの事件簿1（2002年2月8日） - 主演・金子かおる 役
  - 買物代行人桃子の事件簿（2003年4月4日） - 主演・和泉桃子 役
- くれなゐ（1998年4月 - 6月、読売テレビ制作・日本テレビ）
- カミさんなんかこわくない 第7話（1998年5月24日、TBS）
- ママチャリ刑事 第9話（1999年3月4日、TBS）
- はぐれ刑事純情派 第12シリーズ 第17話（1999年7月21日、テレビ朝日） - 村上典子 役
- 百年の物語 第二部〜愛は哀しみをこえて〜（2000年8月29日、TBS） - 成田 役
- 愛は正義 第5話（2001年2月9日、テレビ朝日） - 朝沼雅子 役
- フレーフレー人生! 第4話（2001年7月23日、日本テレビ）
- 女と愛とミステリー 旅行作家・茶屋次郎シリーズ（2001年 - 2004年、テレビ東京） - 春川真紀 役
- 明智小五郎対怪人二十面相（2002年8月27日、TBS） - 千代 役
- 東京ラブ・シネマ 第1話（2003年4月14日、フジテレビ）
- 月曜ミステリー劇場（TBS）
  - 外科医さやかの執刀事件簿（2003年5月12日） - 主演・風間さやか 役
  - 女金融道シリーズ（2003年 - 2006年） - 山田数子 役
- ムコ殿2003 第5話（2003年5月10日、フジテレビ） - 本人役
- VICTORY!〜フットガールズの青春〜（2003年11月22日、フジテレビ）
- 流転の王妃・最後の皇弟 第一夜（2003年11月29日、テレビ朝日） - お菊 役
- 久本ドラマ（2004年10月14日、フジテレビ） - 主演
- 弟 第2夜（2004年11月18日、テレビ朝日） - 小森和子 役
- 新春ドラマスペシャル 負け犬の遠吠え（2005年1月8日、日本テレビ） - 主演・藤原加奈 役
- DANCING☆HOST（2005年4月1日、フジテレビ） - 主演・山倉小夜子 役
- FNS25時間テレビ内スペシャルドラマ 「THE WAVE!」（2005年7月23日 - 24日、フジテレビ） - 貴子 役
- 涙そうそう この愛に生きて（2005年10月9日、TBS） - タミ 役
- チルド・レンズ（2005年12月27日、日本テレビ）
- 土曜プレミアム（フジテレビ）
  - 東京タワー 〜オカンとボクと、時々、オトン〜（2006年11月18日） - エキストラ
  - ママが料理をつくる理由（2007年3月3日） - 主演・蓬莱節子 役
  - 裸の大将 長野編〜放浪の虫が動き出したので〜（2007年9月1日） - みどり先生 役
- 月曜ゴールデン 和田アキ子殺人事件（2007年2月12日、TBS） - 本人役
- ミヤコ蝶々ものがたり（2007年3月15日、テレビ朝日） - 主演・ミヤコ蝶々 役
- 孤独のグルメ Season1 最終話（2012年3月22日、テレビ東京） - 主婦 役
- 浪花少年探偵団 第1話（2012年7月2日、TBS） - 山田徳子 役
- 森光子を生きた女〜日本一愛されたお母さんは、日本一寂しい女だった〜（2014年5月9日、フジテレビ） - 桂木コハル 役
- FNS27時間テレビ内スペシャルドラマ 「俺たちに明日はある」（2014年7月26日、フジテレビ） - 本人役
- おやじの背中 第9話「父さん、母になる!?」（2014年9月7日、TBS） - 米田誠子 役
- 大全力失踪 第2回（2019年4月14日、NHK BSプレミアム） - 上西頼子 役
- 君は天才!（2019年8月10日、NHK BSプレミアム） - 五十嵐チサト 役
- オリガミの魔女と博士の四角い時間 #24（2019年9月20日、NHK Eテレ） - エミおばさん 役
- その女、ジルバ（2021年1月 - 3月、東海テレビ制作・フジテレビ） - ナマコ（七子） 役
- インビジブル 第2話（2022年4月22日、TBS） - 福留智寿子 役[48]

### 配信ドラマ
- ハケンの珍客 第4 - 6話（2020年、Hulu） - 二重橋直子 役[49]

### 映画
- やくざ道入門（1994年、バンダイビジュアル、監督：山城新伍） - 峰子 役
- さすらいのトラブルバスター（1996年、松竹、監督：井筒和幸） - 秀子 役
- そして天使は歌う ぼ・ぼ・僕らは正義の味方（1997年、バップ、監督：喰始） - まぼろし王女 役[50]
- F (エフ)（1998年、松竹、監督：金子修介） - 偽ヒカリ 役
- ござまれじ（2003年、TBS） - 監督
- 理由（2004年、原作：宮部みゆき、監督：大林宣彦） - 葛西美枝子 役
- 冬の幽霊たち ウィンターゴースト（2004年、製作総指揮：喰始、監督：稲葉耕作） - レンタルビデオ屋の店員 役
- クリスマス・クリスマス（2004年、クロックワークス、監督：山口博樹） - 久本麻美 役
- イマジネーションゲーム（2018年、プレシディオ、監督：畑泰介） - 主演・早見真紀子 役（板野友美とW主演）

### 劇場アニメ
- ONE PIECE 呪われた聖剣（2004年、東映） - イザヤ 役[51]
- 映画ドラえもん のび太の新魔界大冒険 〜7人の魔法使い〜（2007年、東宝） - メジューサ 役

### 吹き替え
- あなたに降る夢（1994年、ソニー・ピクチャーズ） - ミュリエル・ラング 役（ロージー・ペレス）
- リトル・マーメイドII Return to The Sea（2006年、ウォルト・ディズニー・スタジオ） - モルガナ 役
- アイス・エイジ2（2006年、20世紀フォックス・アニメーション） - クラッシュ 役（ショーン・ウィリアム・スコット）

### ラジオ番組
- ワハハゼミナール（TBSラジオ）
- 久本雅美のオールナイトニッポン（1987年2月 - 1988年6月、ニッポン放送）
- どんなもんだハウス!（1987年4月 - 1988年3月、ラジオたんぱ〈現：ラジオNIKKEI〉） - 水曜パーソナリティ
- ABCラジオシティ（1988年10月 - 1990年9月、朝日放送） - 木曜パーソナリティ
- ABCラジオパラダイス（1990年10月 - 1991年9月、朝日放送） - 木曜パーソナリティ
- 久本・OTOのおっとあぶNight（1990年10月 - 1991年4月、文化放送）
- たけし みゆき 千春も登場! 伝説のパーソナリティが今を語る オールナイトニッポン45時間スペシャル 久本雅美のオールナイトニッポン（2013年2月23日、ニッポン放送）
- 久本雅美 LOVESONG STREET（ニッポン放送）
  - 久本雅美 SUNDAY LOVESONG STREET（2013年4月21日）
  - 久本雅美 MONDAY LOVESONG STREET（2013年6月10日）

### 舞台
- サードステージ・プロデュース 真夏の夜の夢（1989年7月12日 - 21日、東京グローブ座） - パック 役[52]
- ○×式ゴドーを待ちながら（1990年11月21日 - 12月2日、東京芸術劇場小ホール2）
- グローブ座カンパニー ロミオとジュリエット（1992年6月5日 - 21日、パナソニック・グローブ座） - 主演・ジュリエット 役（手塚秀彰とW主演）
- 音楽劇 サザエさん（1994年3月19日 - 4月15日、アートスフィア） - カツオ 役
- 久本雅美の大天才サーカス（2005年7月22日 - 26日、シアターアプル / 8月27日、焼津文化会館大ホール[53] / 9月2日 - 4日、シアターBRAVA!）
- 松竹新喜劇
  - 劇団創立六十五周年記念 爆笑七夕公演（2014年7月4日 - 21日、新橋演舞場） - 冬子（『裏町の友情』） / 初子（『船場の子守唄』） 役
  - 新秋公演（2015年9月13日 - 27日、新橋演舞場） - 安子（『一姫二太郎三かぼちゃ』） / 金貸し山路屋おぎん（『お祭り提灯』） / 油屋遊女お鹿（『色気噺お伊勢帰り』） 役
  - 初笑い 新春お年玉公演（2016年1月1日 - 7日、南座） - 福三の女房（『えくぼ』） / 芸者千代葉（『浪花の夢 宝の入船』） 役
  - 藤山寛美二十七回忌追善 爆笑七夕公演（2016年7月9日 - 24日、新橋演舞場） - 備前屋乳母おしも（『浪花の夢 宝の入船』） / 銀子（『はるかなり道頓堀』） 役
  - 新秋公演（2017年9月7日 - 24日、新橋演舞場） - 鈴木多美代（『新・親バカ子バカ』） / 此花家花子（『鼓』） / おそめ（『お染風邪久松留守』） 役
  - 劇団創立七十周年記念公演（2018年7月13日 - 22日、新橋演舞場） - 浮浪者マー公（『人生双六』） / おかん（『峠の茶屋は大騒ぎ!!』） 役
  - 初笑い! 新春お年玉公演（2019年1月1日 - 8日、南座） - 元子（『裏町の友情』） / 金貸し山路屋おぎん（『お祭り提灯』） 役
  - 初笑い! 新春お年玉公演（2020年1月1日 - 8日、南座） - 駕籠かきお蝶（『駕籠や捕物帳』） 役
  - 初笑い! 新春お年玉公演（2021年1月1日 - 7日、南座） - お力（『鴨八ネギ次郎』） 役
  - 夏まつり特別公演（2021年7月10日 - 18日、南座） - おつね（『愛の小荷物』） 役
  - 初笑い! 新春お年玉公演（2022年1月2日 - 10日、南座） - お岩（『お種と仙太郎』） 役
  - 初笑い! 新春お年玉公演（2023年1月2日 - 9日、南座） - 主演・千代子（『流れ星ひとつ』） 役[54]
  - 初笑い! 新春お年玉公演（2024年1月2日 - 8日、南座） - 主演・前田祐希（『蕾』） 役[55]
  - 初笑い! 新春お年玉公演（2025年1月2日 - 8日、南座）  - おげん（『淡路島・温泉町値上がり中』） 役[56]
- 蘭〜緒方洪庵 浪華の事件帳〜（2018年5月6日 - 13日、大阪松竹座 / 5月16日 - 20日、新橋演舞場） - お定 役[57]
  - 蘭〜緒方洪庵 浪華の事件帳〜（2019年8月11日、戸田市文化会館 / 8月17日、新庄市民文化会館 / 8月18日、前沢ふれあいセンター / 8月24日・25日、電力ホール / 8月31日、森のホール21 / 9月1日、たましんRISURUホール / 9月5日、神戸国際会館 / 9月7日、牛深総合センター / 9月8日、宝山ホール / 9月14日・15日、御園座 / 9月18日、北國新聞赤羽ホール / 9月19日、岡山市民会館 / 9月21日 - 23日、大阪松竹座） - お定 役[58]
- マチャミの婚前披露宴 還暦すぎてもヨロちくび〜!（2018年9月22日・23日、森ノ宮ピロティホール / 9月29日、東京国際フォーラムホールC / 10月6日、新潟県民会館大ホール / 11月3日・4日、京都劇場 / 12月22日、はつかいち文化ホール さくらぴあ大ホール）[59]
- 毒薬と老嬢（2022年3月16日 - 20日、新橋演舞場 / 3月26日・27日、御園座 / 4月2日、久留米シティプラザ ザ・グランドホール / 4月9日・10日、道新ホール / 4月16日 - 24日、大阪松竹座） - 主演・アビー 役（藤原紀香とW主演）[60]
  - 毒薬と老嬢（2025年3月27日 - 4月4日、三越劇場） - 主演・アビー 役（大湖せしるとW主演）[61]
- 明治座創業150周年記念前月祭 大逆転!大江戸桜誉賑（2023年3月4日 - 28日、明治座）[62] - お玉 役[63]
- 大阪松竹座開場100周年記念 垣根の魔女（2023年4月21日 - 30日、大阪松竹座 / 5月1日、渡辺翁記念会館 / 5月4日、久留米シティプラザ ザ・グランドホール / 5月6日、牛深総合センター / 5月13日、富士市文化会館ロゼシアター 大ホール） - 主演・落合ミドリ 役[64]
- 中村雅俊芸能生活50周年記念公演 どこへ時が流れても〜俺たちのジュークボックス〜（2024年6月2日 - 18日、明治座） - 田中小百合 役[65]
- 松竹創業130周年 花嫁 〜娘からの花束〜（2025年6月1日 - 24日、三越劇場 / 6月28日、南砺市井波総合文化センター / 6月29日、北國新聞赤羽ホール / 7月5日、會津風雅堂 / 7月6日、一関文化センター / 7月8日、電力ホール） - 主演・片倉ちよ 役[66]
- 大逆転!戦国武将誉賑（2025年9月20日 - 10月19日〈予定〉、明治座 / 11月8日 - 24日〈予定〉、大阪新歌舞伎座） - ねね 役[67][68]

### CM
- フクバ イオン歯ブラシ（1995年）
- 中部電力 「電気温水器」（1998年）
- 第一製薬「メディエード」
- カルピス ※ モト冬樹と共演
- 亀田製菓
- アサヒドーカメラ（中京地方ローカルCM）※ 柴田理恵と共演
- 求人案内（2005年）
- 学習研究社 「マイコーチ」「学研ゼミ」
- ミツカン 「冷凍おいなりさん」
- アサヒビール 「ビタミンファーム よくばりオレンジ」
- イエローハット（2007年）
- セブン-イレブン 「3つのヒミツ!極上ロール」（2010年）
- 花王ソフィーナ
  - 「Primavista Dea」（2011年 - 終了）
  - 「AUBE couture」（2012年 - 終了）※ 佐々木希と共演バージョンあり
  - 「グレイスソフィーナ」（2013年 - 終了）

### オリジナルビデオ

#### ビデオ映画
- ギニーピッグ4 ピーターの悪魔の女医さん（1986年） - 先天性心臓破裂症 役
- ザ・ギニーピッグ マンホールの中の人魚（1988年）
- ファンキー・モンキー・ティーチャー4 高校教師（1993年）

#### ドキュメンタリー
創価学会広報ビデオ
- すばらしきわが人生Part2（1993年、シナノ企画）
- すばらしきわが人生Part4（1998年、シナノ企画）
- ヒューマントーク2（1998年、シナノ企画）
- TOMORROW（1999年、シナノ企画）
- Future －無限の未来へ－（2000年、シナノ企画）
- Future2（2001年、シナノ企画）
- チャレンジロード（2002年、シナノ企画）
- 自分らしく輝いて（2005年、シナノ企画）
- 自分らしく輝く生き方（2015年、SOKAチャンネル）

#### バラエティ
- 竹中直人の放送禁止テレビ（1985年、JVC）
- 久本雅美のウラ旅 青森編（2016年、TBS・TCエンタテインメント）

## 音楽作品

### シングル
- 榊原郁恵・久本雅美 「歩いて帰ろう」（1994年、日本コロムビア）
自身が出演した舞台『音楽劇 サザエさん』（カツオ役）のテーマ曲（作詞：三谷幸喜、作曲：松任谷由実）。
- 「涙の河」（1995年、クリスマスレコード）
初のソロシングル。マギー・ミネンコの同名曲のカバー。カップリング曲として「W・B」を収録。
- ババロア@ 「たまたまねぎねぎ」（2003年、テイチクエンタテインメント）
バラエティ番組『アッコとマチャミの新型テレビ』で結成された和田アキ子とのユニット「ババロア@」名義。

### ゲスト参加
- 所ジョージ 「二人でワルツ」（1996年）
所のアルバム『僕の犬』に収録されたデュエット曲。所と久本の交互ボーカルだが、サビ部分は所のみで歌っている。
- 嘉門達夫 「明るい未来」（2003年）

## 著書

### 単著
- 結婚願望（2009年5月29日、ブックマン社） ISBN 978-4893087157
- 人に心を開いてもらいたい時、私が必ずやること、やらないこと。（2016年9月2日、TAC出版） ISBN 978-4813267164
- みんな、本当はおひとりさま（2021年11月25日、幻冬舎） ISBN 978-4344038684

### 共著
- マチャミの今日も元気で! 久本雅美対談集（2002年12月1日、潮出版社） ISBN 978-4267016424
- イママダ（2005年2月28日、マガジンハウス、共著：柴田理恵） ISBN 978-4838715718
- 創造的人間への道 人間学を道標として（2024年9月10日、第三文明社、編著：山岡政紀・伊藤貴雄） ISBN 978-4476034295

### スタイルブック
- Machami Style（2018年8月24日、TWJ books） ISBN 978-4862562449